# Суходровская волость
Суходровская волость (Суходровна) — волость Малоярославецкого уезда. Названа по реке Суходрев(Суходров).
Вероятный центр — погост, затем село Спас-Суходрев.
На территории волости протекает реки  Путынка, Локня, Черная Локня, Черня, Суходрев. 

## История
«Лета 7035-го(1527)… октября выехал к великому князю служити из Литвы князь Федор Михайлович Мстисловской. И князь велики даст ему в удел Кременець, Мышегу, Суходров».
Упоминается с конца XVI века.  Великий князь Иван III  часть земель Пыренской и Суходровской волостей, расположенных вдоль Московско—Калужской дороги  «взял в казну»  и сделал их дворцовыми.
Во времена Ивана Грозного к  (Мало)Ярославецкому уезду были присоединены прилегавшие к нему с юга Суходровская волость и Товарковский стан.
В XVII веке село Ворсино упоминается в составе Суходровской волости Боровского уезда (sic!).

## Известные населенные пункты
- Берёзовка[7]
- Чернолокня[8]
- Воробьево[9]
- Детчино[7][10]
- Кульнево[11][12]
- Козлово[13]
- Малахово[7]
- Немцово(Радищево)[14]
- Салтаново[15]
- Сатино[16][17]
- Спас-Суходрев[5]
- Тимовка[7][18]